# Europacupen i alpin skidåkning 2017/2018
Europacupen i alpin skidåkning 2017/2018 var den 47:e upplagan av europacupen. Den inleddes i svenska Fjätervålen den 5 december 2017 och avslutades den 18 mars 2018 i andorranska Soldeu.
Regerande europacupvinnare från föregående säsong var Kristina Riis-Johannessen, Norge och Gilles Roulin, Schweiz.

## Beskrivning
| DH | Störtlopp                           |
| SG | Super-G                             |
| GS | Storslalom                          |
| SL | Slalom                              |
| P  | Parallellstorslalom/Parallellslalom |
| CE | Stadsevenemang                      |
| AK | Alpin kombination                   |
| LT | Lagtävling                          |

## Tävlingsschema och resultat

### Herrar[3]
| Datum                                        | Plats              | Disciplin | Etta                     | Tvåa                  | Trea                  | Detaljer  |
| -------------------------------------------- | ------------------ | --------- | ------------------------ | --------------------- | --------------------- | --------- |
| 5 december 2017                              | Fjätervålen        | SL        | Ramon Zenhäusern         | Reto Schmidiger       | Marc Rochat           | Resultat  |
| 6 december 2017                              | Fjätervålen        | SL        | Marc Rochat              | Robin Buffet          | Dominik Stehle        | Resultat  |
| 25 november 2017                             | Trysil             | GS        | Johannes Strolz          | Simon Maurberger      | Thibaut Favrot        | Resultat  |
| 26 november 2017                             | Trysil             | GS        | Johannes Strolz          | Alex Hofer            | Sandro Jenal          | Resultat  |
| 13 december 2017                             | Obereggen          | SL        | Matej Vidovic            | Marc Digruber         | Clement Noel          | Resultat  |
| 16 december 2017                             | Kronplatz          | P         | Dominik Raschner         | Emil Johansson        | Peder Dahlum Eide     | Resultat  |
| 17 december 2017                             | Val di Fassa       | SL        | Stefano Gross            | Federico Liberatore   | Tommaso Sala          | Resultat  |
| 20 december 2017                             | Reiteralm          | SG        | Niklas Köck              | Christoph Krenn       | Gian Luca Barandun    | Resultat  |
| 21 december 2017                             | Reiteralm          | SG        | Christoph Krenn          | Niklas Köck           | Thomas Biesemeyer     | Resultat  |
| 5 januari 2018                               | Wengen             | SG        | Inställd1                | Inställd1             | Inställd1             | Inställd1 |
| 6 januari 2018                               | Wengen             | SG        | Emanuele Buzzi           | Stefan Rogentin       | Patrick Schweiger     | Resultat  |
| 10 januari 2018                              | Saalbach           | DH        | Daniel Hemetsberger      | Christopher Neumayer  | Daniel Danklmaier     | Resultat  |
| 11 januari 2018                              | Saalbach           | DH        | Henrik Røa               | Christopher Neumayer  | Thomas Biesemeyer     | Resultat  |
| 12 januari 2018                              | Saalbach           | AK        | Marco Pfiffner           | Daniel Danklmaier     | Sam Morse             | Resultat  |
| 14 januari 2018                              | Kirchberg          | GS        | Florian Eisath           | Sandro Jenal          | Marco Odermatt        | Resultat  |
| 15 januari 2018                              | Kirchberg          | GS        | Alex Hofer               | Stefan Brennsteiner   | Dominik Raschner      | Resultat  |
| 19 januari 2018                              | Meribel            | DH        | Inställd1                | Inställd1             | Inställd1             | Inställd1 |
| 20 januari 2018                              | Meribel            | AK        | Inställd1                | Inställd1             | Inställd1             | Inställd1 |
| 20 januari 2018                              | Meribel            | SG        | Inställd1                | Inställd1             | Inställd1             | Inställd1 |
| 22 januari 2018                              | Folgaria-Lavarone  | GS        | Stefan Brennsteiner      | Marco Odermatt        | Marcel Mathis         | Resultat  |
| 23 januari 2018                              | Folgaria-Lavarone  | GS        | Marco Odermatt           | Tim Jitloff           | Andrea Ballerin       | Resultat  |
| 25 januari 2018                              | Chamonix           | SL        | Johannes Strolz          | Matej Vidovic         | Marc Rochat           | Resultat  |
| 26 januari 2018                              | Chamonix           | SL        | Simon Maurberger         | Sebastian Holzmann    | Marc Rochat           | Resultat  |
| Olympiska vinterspelen 2018 (9–25 februari)1 |                    |           |                          |                       |                       |           |
| 16 februari 2018                             | Jaun               | SL        | Matej Vidovic            | Marc Rochat           | Sebastian Holzmann    | Resultat  |
| 17 februari 2018                             | Jaun               | SL        | Marc Rochat              | Matej Vidovic         | Dominik Stehle        | Resultat  |
| 20 februari 2018                             | Sarntal            | DH        | Stian Saugestad          | Christian Walder      | Davide Cazzaniga      | Resultat  |
| 21 februari 2018                             | Sarntal            | AK        | Johannes Strolz          | Frederic Berthold     | Daniel Danklmaier     | Resultat  |
| 21 februari 2018                             | Sarntal            | DH        | Adrian Smiseth Sejersted | Werner Hell           | Johannes Kröll        | Resultat  |
| 22 februari 2018                             | Sarntal            | SG        | Gian Luca Barandun       | Nils Allegre          | Daniel Danklmaier     | Resultat  |
| 23 februari 2018                             | Sarntal            | SG        | Christian Walder         | Christopher Neumayer  | Nils Allegre          | Resultat  |
| 26 februari 2018                             | St. Moritz         | GS        | Thibaut Favrot           | Thomas Tumler         | Sami Torsti           | Resultat  |
| 27 februari 2018                             | St. Moritz         | GS        | Thomas Tumler            | Marco Odermatt        | Guilio Giovanni Bosca | Resultat  |
| 5 mars 2018                                  | Kvitfjell          | DH        | Adrian Smiseth Sejersted | Urs Kryenbuehl        | Werner Hell           | Resultat  |
| 6 mars 2018                                  | Kvitfjell          | DH        | Christopher Neumayer     | Urs Kryenbuehl        | Christoph Krenn       | Resultat  |
| 10 mars 2018                                 | Berchtesgaden      | GS        | Timon Haugan             | Marco Odermatt        | Marc Rochat           | Resultat  |
| 11 mars 2018                                 | Berchtesgaden      | SL        | Marc Rochat              | Matej Vidovic         | Tommaso Sala          | Resultat  |
| 14 mars 2018                                 | Soldeu / El Tarter | GS        | Dominik Raschner         | Giulio Giovanni Bosca | Andrea Ballerin       | Resultat  |
| 15 mars 2018                                 | Soldeu / El Tarter | SL        | Christian Hirschbuehl    | Dominik Stehle        | Matej Vidovic         | Resultat  |
| 16 mars 2018                                 | Soldeu / El Tarter | SG        | Stefan Rogentin          | Nils Allegre          | Gian Luca Barandun    | Resultat  |
| 18 mars 2018                                 | Soldeu / El Tarter | DH        | Otmar Striedinger        | Urs Kryenbuehl        | Ralph Weber           | Resultat  |

Utökad information
1 Inställd tävling ej inräknad i sammantaget.

### Damer[4]
| Datum                                        | Plats                | Disciplin | Etta                     | Tvåa                        | Trea                   | Detaljer |
| -------------------------------------------- | -------------------- | --------- | ------------------------ | --------------------------- | ---------------------- | -------- |
| 29 november 2017                             | Funäsdalen           | SL        | Katharina Liensberger    | Katharina Gallhuber         | Marina Wallner         | Resultat |
| 30 november 2017                             | Funäsdalen           | SL        | Marina Wallner           | Katharina Gallhuber         | Ylva Stålnacke         | Resultat |
| 3 december 2017                              | Hafjell              | GS        | Estelle Alphand          | Katharina Liensberger       | Vanessa Kasper         | Resultat |
| 4 december 2017                              | Hafjell              | GS        | Meta Hrovat              | Mina Fürst Holtmann         | Katharina Liensberger  | Resultat |
| 8 december 2017                              | Kvitfjell            | AK        | Franziska Gritsch        | Meta Hrovat                 | Chiara Mair            | Resultat |
| 8 december 2017                              | Kvitfjell            | GS        | Vanessa Kasper           | Kristine Gjelsten Haugen    | Katharina Liensberger  | Resultat |
| 9 december 2017                              | Kvitfjell            | SG        | Kajsa Vickhoff Lie       | Chiara Mair                 | Marie Massios          | Resultat |
| 14 december 2017                             | Andalo               | GS        | Meta Hrovat              | Simone Wild                 | Rahel Kopp             | Resultat |
| 15 december 2017                             | Andalo               | GS        | Inställd                 | Inställd                    | Inställd               | Inställd |
| 16 december 2017                             | Kronplatz            | P         | Aline Danioth            | Mireia Gutierrez            | Magdalena Fjällström   | Resultat |
| 21 december 2017                             | Passo San Pellegrino | SL        | Juliana Suter            | Anna Hofer                  | Noemi Kolly            | Resultat |
| 21 december 2017                             | Passo San Pellegrino | SL        | Juliana Suter            | Christina Ager              | Anna Hofer             | Resultat |
| 9 januari 2018                               | Innerkrems           | AK        | Lisa Hörnblad            | Nadine Fest                 | Chiara Mair            | Resultat |
| 10 januari 2018                              | Innerkrems           | SG        | Nina Ortlieb             | Lisa Hörnblad               | Elisabeth Reisinger    | Resultat |
| 11 januari 2018                              | Innerkrems           | SG        | Franziska Gritsch        | Lisa Hörnblad               | Nina Ortlieb           | Resultat |
| 13 januari 2018                              | Zell am See          | SL        | Magdalena Fjällström     | Marina Wallner              | Ylva Stålnacke         | Resultat |
| 14 januari 2018                              | Zell am See          | SL        | Marina Wallner           | Aline Danioth               | Nastasia Noens         | Resultat |
| 16 januari 2018                              | Zauchensee           | SG        | Lisa Hörnblad            | Nadine Fest                 | Elisabeth Reisinger    | Resultat |
| 25 januari 2018                              | Melchsee Frutt       | SL        | Anna Swenn-Larsson       | Marina Wallner              | Aline Danioth          | Resultat |
| 26 januari 2018                              | Melchsee Frutt       | SL        | Anna Swenn-Larsson       | Aline Danioth               | Charlotta Säfvenberg   | Resultat |
| Olympiska vinterspelen 2018 (9–25 februari)1 |                      |           |                          |                             |                        |          |
| 17 februari 2018                             | Bad Wiessee          | SL        | Charlotta Säfvenberg     | Kristine Gjelsten Haugen    | Roberta Midali         | Resultat |
| 18 februari 2018                             | Bad Wiessee          | SL        | Charlotta Säfvenberg     | Kristine Gjelsten Haugen    | Aline Danioth          | Resultat |
| 26 februari 2018                             | Crans-Montana        | DH        | Ariane Raedler           | Christine Scheyer           | Priska Nufer           | Resultat |
| 27 februari 2018                             | Crans-Montana        | DH        | Priska Nufer             | Lisa Hörnblad               | Lin Ivarsson           | Resultat |
| 28 februari 2018                             | Crans-Montana        | DH        | Ariane Raedler           | Nina Ortlieb                | Martina Rettenwender   | Resultat |
| 28 februari 2018                             | Crans-Montana        | SG        | Jasmine Flury            | Nina Ortlieb                | LIE Tina Weirather     | Resultat |
| 8 mars 2018                                  | La Molina            | GS        | Thea Louise Sternesund   | Kristine Gjelsten Haugen    | Rahel Kopp             | Resultat |
| 9 mars 2018                                  | La Molina            | GS        | Nina Ortlieb             | Magdalena Fjällström        | Thea Louise Sternesund | Resultat |
| 13 mars 2018                                 | Soldeu / El Tarter   | DH        | Ariane Raedler           | Michaela Heider             | Nina Ortlieb           | Resultat |
| 14 mars 2018                                 | Soldeu / El Tarter   | SG        | Ariane Raedler           | Nina Ortlieb                | Lisa Hörnblad          | Resultat |
| 16 mars 2018                                 | Soldeu / El Tarter   | GS        | Kristine Gjelsten Haugen | POL Maryna Gasienica-Daniel | Jasmina Suter          | Resultat |
| 17 mars 2018                                 | Soldeu / El Tarter   | SL        | Josephine Forni          | Nastasia Noens              | Thea Louise Sternesund | Resultat |